# Tatjana Smith
Tatjana Smith, nata Schoenmaker (Johannesburg, 9 luglio 1997), è una nuotatrice sudafricana, specializzata nella rana.

## Biografia
Si è sposata con Joel Smith il 4 novembre 2023 a Robertson.

## Carriera
Ex giocatrice di netball
Ha preso parte ai XXI Giochi del Commonwealth, vincendo due medaglie d'oro e stabilendo nuovi record continentali e nazionali.
Nella sua carriera natatoria, la sudafricana ha ottenuto i primi risultati internazionali significativi nel 2015, quando ha vinto 4 ori nei Giochi Panafricani di Brazeville; nei Giochi del Commonwealth 2018, Tatjana vince i 100m e i 200m rana, stabilendo in entrambe le gare il nuovo record africano. L'anno dopo, ai mondiali di Gwangju, la sudafricana vince l'argento nei 200m rana, giungendo alle spalle di Julija Efimova.
Nel 2021, ai Giochi olimpici di Tokyo, Schoenmaker riesce a conquistare la sua prima medaglia olimpica nei 100 metri rana, aggiudicandosi l'argento dietro all'americana Lydia Jacoby. Il 30 luglio, nei 200 metri rana, la sudafricana vince la medaglia d'oro, siglando il nuovo record mondiale della specialità in 2'18"95.
Ai mondiali di Fukuoka del 2023, la sudafricana ottiene la medaglia d'argento nei 100 metri rana, dietro alla lituana Meilutytė; nei 200 metri rana, Schoenmaker si aggiudica il suo primo oro in una gara mondiale, arrivando davanti a Douglass e Schouten. Alle Olimpiadi di Parigi 2024 sale sul gradino più alto del podio nei 100 metri rana, mentre arriva seconda nella doppia distanza.

## Record nazionali

### Vasca lunga
- 50 metri rana: 30"82  Gold Coast, 6 aprile 2018)
- 100 metri rana: 1'06"32 ( Napoli, 5 luglio 2019) [9]
- 200 metri rana: 2'22"02 ( Gold Coast, 7 aprile 2018)

## Palmarès
| Anno | Manifestazione          | Sede        | Evento        | Risultato | Prestazione | Note          |
| ---- | ----------------------- | ----------- | ------------- | --------- | ----------- | ------------- |
| 2015 | Giochi panafricani      | Brazzaville | 50 m rana     | Oro       | 32"49       |               |
| 2015 | Giochi panafricani      | Brazzaville | 100 m rana    | Oro       | 1'09"47     |               |
| 2015 | Giochi panafricani      | Brazzaville | 200 m rana    | Oro       | 2'28"84     |               |
| 2015 | Giochi panafricani      | Brazzaville | 4x100 m misti | Oro       | 4'12"36     |               |
| 2017 | Universiadi             | Taipei      | 200 m rana    | Argento   | 2'24"61     |               |
| 2018 | Giochi del Commonwealth | Gold Coast  | 100 m rana    | Oro       | 1'06"41     | [ 10 ]        |
| 2018 | Giochi del Commonwealth | Gold Coast  | 200 m rana    | Oro       | 2'22"02     | [ 10 ]        |
| 2018 | Giochi del Commonwealth | Gold Coast  | 50 m rana     | 4ª        | 30"82       | [ 10 ]        |
| 2018 | Giochi del Commonwealth | Gold Coast  | 4x100 m misti | 7ª        | 4'12"02     | [ 10 ] [ 11 ] |
| 2019 | Universiadi             | Napoli      | 100 m rana    | Oro       | 1'06"42     |               |
| 2019 | Universiadi             | Napoli      | 200 m rana    | Oro       | 2'22"92     |               |
| 2019 | Mondiali                | Gwangju     | 200 m rana    | Argento   | 2'22"52     |               |
| 2021 | Giochi olimpici         | Tokyo       |               |           |             |               |
| 2021 | Giochi olimpici         | Tokyo       | 100 m rana    | Argento   | 1'05"22     |               |
| 2021 | Giochi olimpici         | Tokyo       | 200 m rana    | Oro       | 2'18"95     | [ 12 ]        |
| 2022 | Giochi del Commonwealth | Birmingham  | 100 m rana    | Argento   | 1'06"68     |               |
| 2022 | Giochi del Commonwealth | Birmingham  | 200 m rana    | Oro       | 2'21"96     |               |
| 2023 | Mondiali                | Fukuoka     | 100 m rana    | Argento   | 1'05"84     |               |
| 2023 | Mondiali                | Fukuoka     | 200 m rana    | Oro       | 2'20"80     |               |
| 2024 | Giochi olimpici         | Parigi      | 100 m rana    | Oro       | 1'05"28     |               |
| 2024 | Giochi olimpici         | Parigi      | 200 m rana    | Argento   | 2'19"60     |               |

## Riconoscimenti
- African Swimmer of the Year: 2018, 2019, 2021, 2023, 2024